# Conostephium roei
Conostephium roei är en ljungväxtart som beskrevs av George Bentham. Conostephium roei ingår i släktet Conostephium, och familjen ljungväxter. Inga underarter finns listade i Catalogue of Life.